# Jörgen Lundälv
Jörgen Lundälv, född 1966 i Borås, är docent i ämnet trafikmedicin vid Umeå universitet och docent i ämnet socialt arbete vid Göteborgs universitet. Jörgen Lundälv har avlagt politices doktorsexamen i socialpolitik vid Socialpolitiska institutionen vid Helsingfors universitet. Han disputerade år 1998 på en doktorsavhandling Förmåga till välfärd. Trafikskadades upplevelser och liv – ett drama om bemästring. Jörgen Lundälv blev docent i trafikmedicin vid Institutionen för kirurgisk och perioperativ vetenskap, enheten för kirurgi vid Umeå universitet år 2007. År 2011 blev han docent i socialt arbete vid Institutionen för socialt arbete vid Göteborgs universitet. Han är författare till flera böcker och artiklar inom områdena socialt arbete och socialpolitik, opinionsbildning, kris, stöd, trafikskador, funktionshinder och omhändertagande. Hans senaste bok heter Efterlivets politiska berättelse (2020) (del 3 i en socialpolitisk trilogi). Jörgen Lundälv var under åren 2011-2019 vetenskaplig sekreterare i sektionen trafikmedicin, Svenska Läkarsällskapet, Svensk Trafikmedicinsk Förening.

## Publikationer i urval
- Lundälv, Jörgen (2006). Säker utryckning: krasch och prevention vid utryckningskörning. Gävle: Meyer. Libris 10238015. ISBN 9171111379
- Lundälv, Jörgen (2018). Debattlustans röster: samhällskritik i socialpolitik och socialt arbete. [Stockholm]: Premiss. Libris 2b9jc69p0rbbl3d7. ISBN 9789186743819
- Lundälv, Jörgen (2019). Pennskaften inifrån: ideologiska krafter om modern funktionshinderspolitik i Finland och Sverige. [Stockholm]: Premiss. Libris bn8m1mn78xsqbwtx. ISBN 9789186743956
- Lundälv, Jörgen (2019). Uppsatskalendern: din handbok till att skriva en lyckad uppsats (Första upplagan). Stockholm: Sanoma utbildning. Libris 2btw14w50vx207p2. ISBN 9789152357347
- Lundälv, Jörgen (2020). Efterlivets politiska berättelse. Premiss. Libris n1zmtfm1l6g0d7z2. ISBN 9789189077140